# 樫野和音
樫野 和音（かしの わおん、1992年9月12日 - ）は、北海道札幌市出身のタレント、ファッションモデル。血液型はB型。身長166cm。元ファイターズガールで、2019年3月まで、オフィスエスプリーブに所属していた。

## 略歴
幼少時から「札幌ファッションモデルグループ」（現在は解散）に所属し、CMやファッションショー等に出演。立命館慶祥中学校を経て立命館慶祥高等学校に進学し、高校ではチアリーディング部に所属。その時に応援する楽しさを知る。
北星学園大学経済学部経営情報学科に進学後、地元のプロ野球チーム・北海道日本ハムファイターズのチアダンススクール「ファイターズダンスアカデミー」に加入し、ダンスの研鑽をする。大学1年の終わりに初めてファイターズガールに選ばれ、2012年より活動を開始する。
ファイターズガールでは丁寧なファン対応で人気を呼び、HTB「イチオシ!モーニング」の「Fナビ」コーナーにも出演した。またチアリーディングの経験を活かし、ステージショーケースでその技を披露していた。
大学卒業後もファイターズガールを続けていたが、2015年シーズンをもって4年間続けたファイターズガールを引退。2016年1月に小樽市に本社を置く「エスプリーブ」の所属になり、本格的にタレント・モデル活動を開始した。同年春からはテレビ2本のレギュラーを持ち、他にも北海道日本ハムファイターズの札幌ドームの主催試合での「ギャラクシーレポーター」に就任し、引き続きファイターズに関わっていた。
2019年3月をもって「エスプリーブ」を退社してフリーとなった。
2019年12月27日の本人のTwitterで結婚したことを報告。

## 人物
- 子どもの頃はミュージカル俳優に憧れ、特に当時札幌でロングラン上演されていた劇団四季の「CATS」の大ファンとなり、2015年に札幌公演した際は何度も観劇に行っている。
- 趣味はミュージカル鑑賞、野球観戦、ネイル。特技はチアリーディングとボーリング。
- 札幌ドームでアルバイトした経験もある。
- 高校時代、懸賞論文大会に3回入選したことがあり[3][4]、文章を書くのが得意。
- 愛称は「わおんてぃん」。もしくは「てぃん」とだけ呼ばれることもある。

## 現在の出演

### テレビ
- TVH 「スイッチン!」（2016年4月2日 - 、中継レポーター）

## 過去の出演

### 札幌ファッション時代
- ハローガス CM
- ブライダルハウスTUTU ファッションショー
- 丸井今井 カタログ

### ファイターズガール時代
- HTB「イチオシ!モーニング」（Fナビ）
- TVH プロ野球中継副音声解説
- HTB プロ野球中継副音声解説

### タレント時代
- HTB「イチオシ!!」（2016年4月4日から2019年3月29日まで。小俣彩織・ルナと隔週交代[5]で、ファイターズコーナー及びお天気コーナー担当）
- 北海道日本ハムファイターズ・札幌ドーム主催試合「ギャラクシーレポーター」（2016年シーズン - 、基本的に火曜～木曜出演）